# Rocca dei Rettori
Rocca dei Rettori è il nome comunemente dato al castello di Benevento. È sede della provincia di Benevento e ospita la sezione storica del museo del Sannio, con il materiale pertinente alla storia, all'arte e alle tradizioni popolari della città e della provincia.

## Descrizione
La Rocca sorge nel punto più elevato del centro storico di Benevento. L'aspetto attuale è il risultato di numerosi interventi succedutisi nei secoli, ed è perciò piuttosto disomogeneo. L'edificio si compone di due corpi distinti: il Torrione angolare, costruito dai Longobardi, è quanto resta di riconoscibile del loro fortilizio; fu ristrutturato in epoche successive, giungendo nel XV secolo alla forma attuale (e per questo è detto anche Castrum novum).

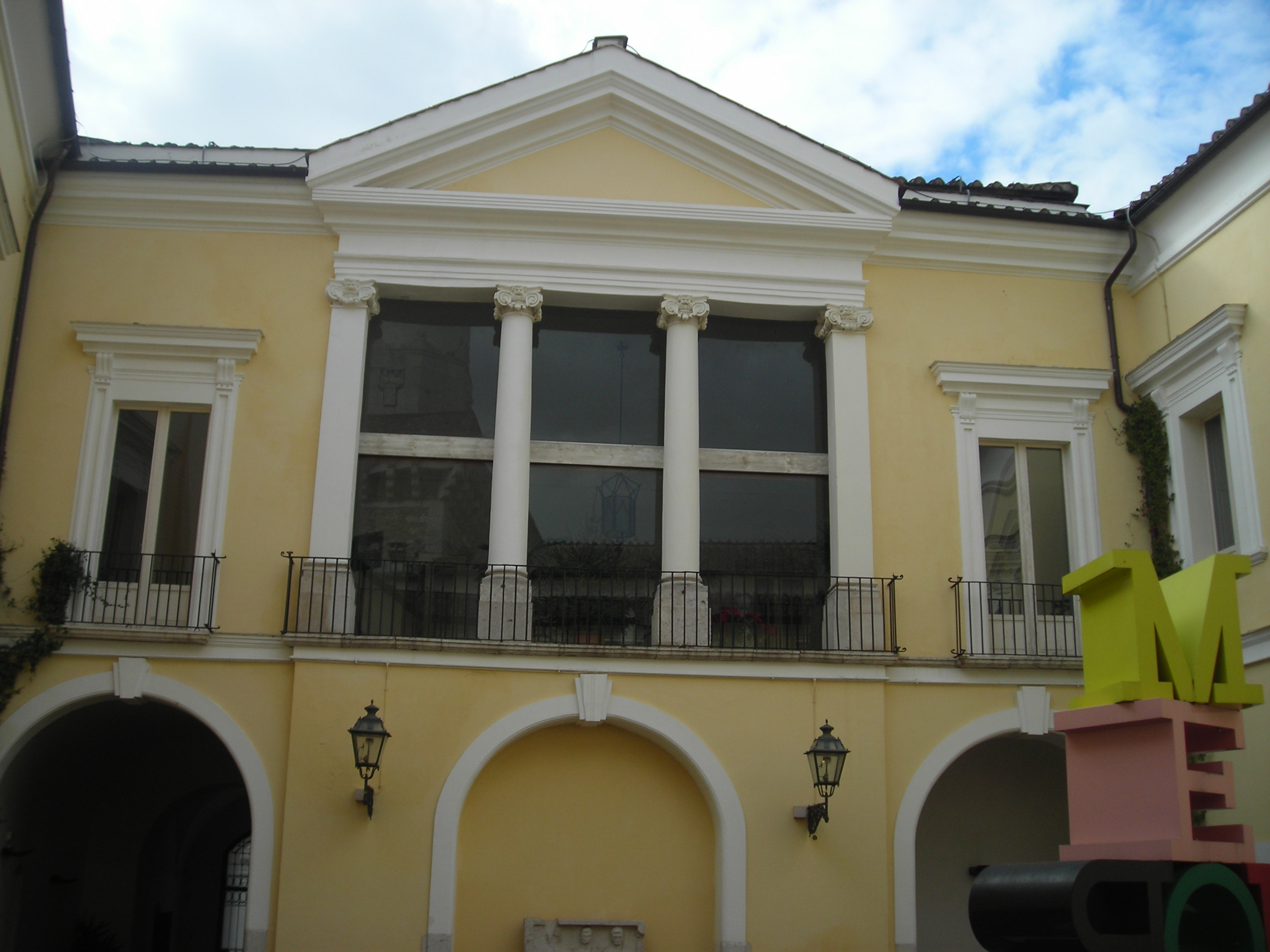
Le finestre sul cortile del Palazzo dei Governatori

Alto 28 m, presenta una pianta poligonale. Nelle sue pareti si riconoscono diverse pietre provenienti da edifici di età romana (concentrate nel versante orientale), e vi si aprono bifore ogivali. Sul terrazzo si elevano due torrette.
Il torrione in realtà era il castello vero e proprio, mentre la parte più estesa del complesso è costituita dal Palazzo dei Governatori Pontifici (ovvero dei rettori), il cui ingresso principale è posto sul versante occidentale, dove una rampa conduce ad un giardino posteriore, sopraelevato rispetto al livello stradale.
Il Palatium, su tre piani, ha pianta rettangolare con cortile interno. In esso particolari antichi come i barbacani si affiancano ad elementi neoclassici come le finestre incorniciate, e il colonnato sormontato da un timpano davanti ad una vetrata che dà sul cortile.
Il piano terra è occupato dalle segrete; entrando dall'ingresso sulla rampa un doppio scalone conduce al primo piano, organizzato in ampi saloni con soffitti in legno e decorazioni, spesso floreali, settecentesche: modificati negli ultimi decenni a causa della loro destinazione ad uffici, sono stati recuperati da un recente restauro.

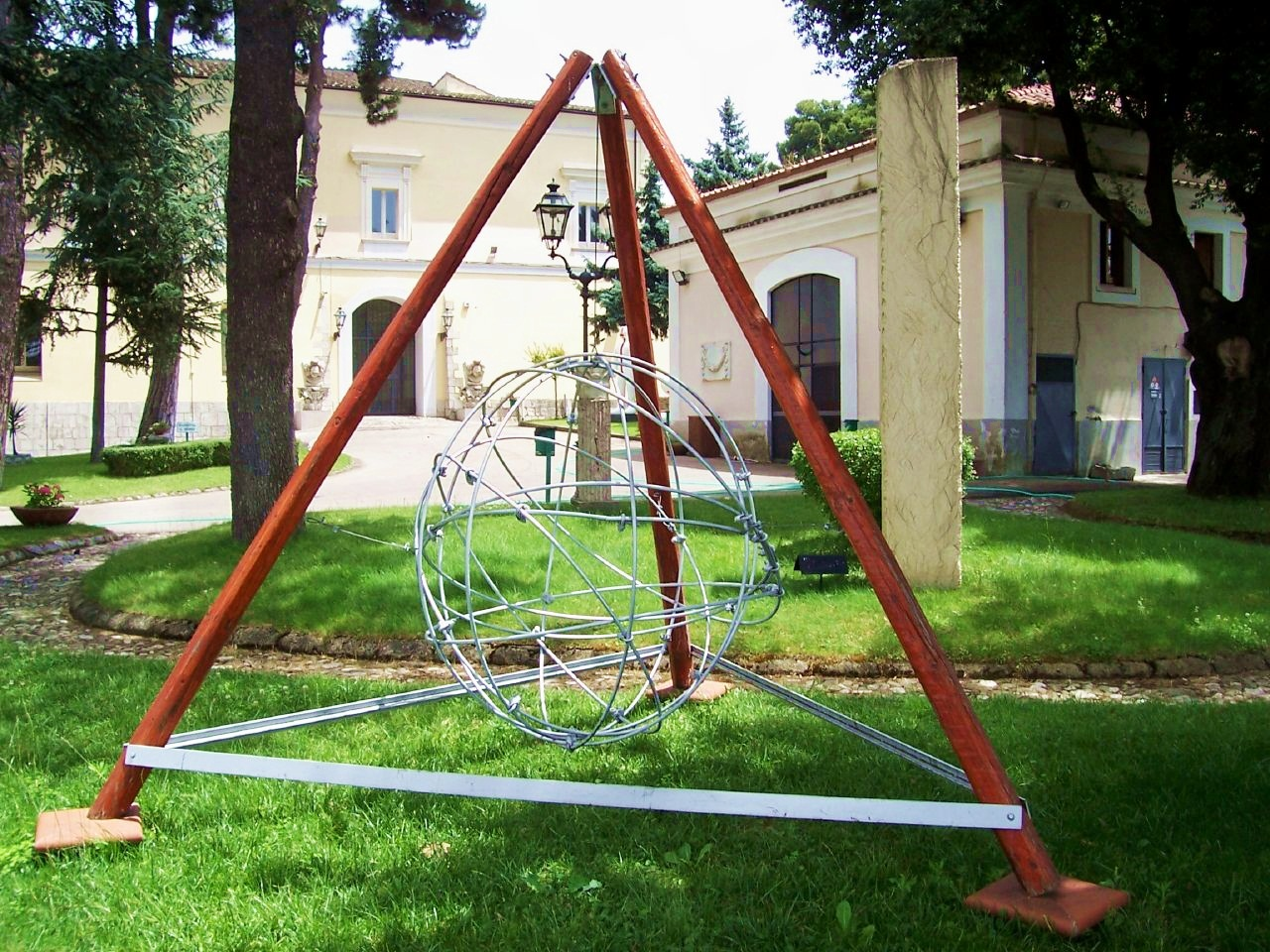
Una delle opere esposte nel giardino

Il giardino posteriore, alberato, termina a sud con uno strapiombo. Esso accoglie un lapidario, dedicato ai miliarii della via Traiana, nonché diversi frammenti architettonici romani, alcuni dei quali rinvenuti a largo Feuli, come due colonne tortili; inoltre vi sono esposte diverse opere di arte moderna.

### Monumento del Leone
Davanti alla rampa d'accesso si trova il monumento del Leone, eretto nel 1640 davanti al castello, in onore di papa Urbano VIII. Il leone, di epoca medievale, simboleggia «La vigilanza, la maestà e la fortezza dell'antico popolo dei Sanniti», come è scritto nel suo piedistallo, di forma ottagonale, che reimpiega elementi romani riccamente decorati.

### Statua di Traiano
All'ingresso del Castrum novum si trova la statua bronzea dell'imperatore Traiano, copia di un originale marmoreo antico: la statua di Traiano da Minturno.

## Storia
Durante il restauro della Rocca, conclusosi nel 1998, sono stati rinvenute molte testimonianze archeologiche che attestano l'utilizzo dell'area da epoche antichissime.
Originariamente l'altura su cui sorge la Rocca era interrotta da una fossa, in cui sono stati rinvenuti resti di una necropoli del periodo orientalizzante antico (VII- VI secolo a.C.), sormontati da tombe sannitiche. Furono proprio i Sanniti a realizzare un terrapieno (agger) attorno al IV secolo a.C., e ad utilizzare per primi il luogo come postazione difensiva: lo testimoniano un muro di contenimento sul versante est, e i resti di terrazzamenti digradanti in corrispondenza dello strapiombo a sud.
I Romani costruirono in quest'area un serbatoio idrico, detto Castellum aquae, portandovi un acquedotto proveniente da Serino, i cui resti sono ancora visibili nel giardino.
- Giovanna I, regina di Napoli, avrebbe fatto racchiudere nella Rocca, in un grande sacco di cuoio, il cadavere di Carlo d'Artus, conte di Montederisi, ucciso come sospetto dell'assassinio del suo primo marito Andrea d'Ungheria nel 1345.
- Nel 1385 vi fu ospitato papa Urbano VI fuggito dall'assedio di Nocera.
- Ambrogio, abate di Santa Sofia, vi fu incarcerato e quindi liberato per ordine del re di Napoli Ladislao I d'Angiò.
- Giacomo II di Borbone-La Marche, marito della regina di Napoli Giovanna II, vi tenne prigioniero, dall'agosto 1415 al settembre 1416, Muzio Attendolo Sforza

I Longobardi utilizzarono di nuovo il sito per scopi militari, e sopraelevarono il muro sul lato est includendolo nella cinta muraria. Nell'VIII secolo, in corrispondenza dell'attuale braccio occidentale della Rocca nacque il monastero benedettino femminile di Santa Maria a Porta Somma, dal nome della porta della città che sorgeva a pochi metri.
A partire dal 771, sotto il duca Arechi II, al monastero venne affiancato quello che poi venne detto il Castrum vetus, in parte utilizzando strutture dello stesso convento. Questo era già un vero e proprio palazzo fortificato, ampliato attorno all'XI secolo con nuovi ambienti ricavati svuotando parte del terrapieno, fra il muro nord e le strutture dell'acquedotto romano.
Successivamente l'edificio cadde in uno stato di semi-abbandono. Nel 1321 papa Giovanni XXII da Avignone incaricò il rettore di Benevento, Guglielmo di Balaeto, del ripristino della fortificazione come palazzo per i rettori. Il progetto si articolava un castrum ed un palatium, recintati da mura protetti da fossati, attraversati da tre ponti levatoi. La costruzione inglobò porta Somma, che venne ricostruita poco più oltre. Era prevista la costruzione di due torri e di un'altana, che vennero tuttavia sostituite da un corpo di fabbrica destinato a deposito. Le monache furono trasferite al monastero di San Pietro.
In base ai documenti, alla fine del XVI secolo la Rocca si era ampliata con i bracci a sud e sud-est, sull'attuale giardino. Il palazzo assunse una pianta a G attorno al cortile interno; chiudeva il perimetro un camminamento difensivo. A partire dal 1586 la fortezza venne trasformata progressivamente in carcere, rimasto attivo fino al 1865.
Dopo il terremoto del 1702, con la ricostruzione parziale dell'edificio, diretta dall'architetto Carlo Buratti, molte coperture a volta furono sostituite con solai in legno, per motivi di sicurezza. Nel XIX secolo il braccio nord fu inspessito verso il cortile interno, e fu completato il braccio est in prossimità del torrione.